# Betula pendula subsp. mandshurica

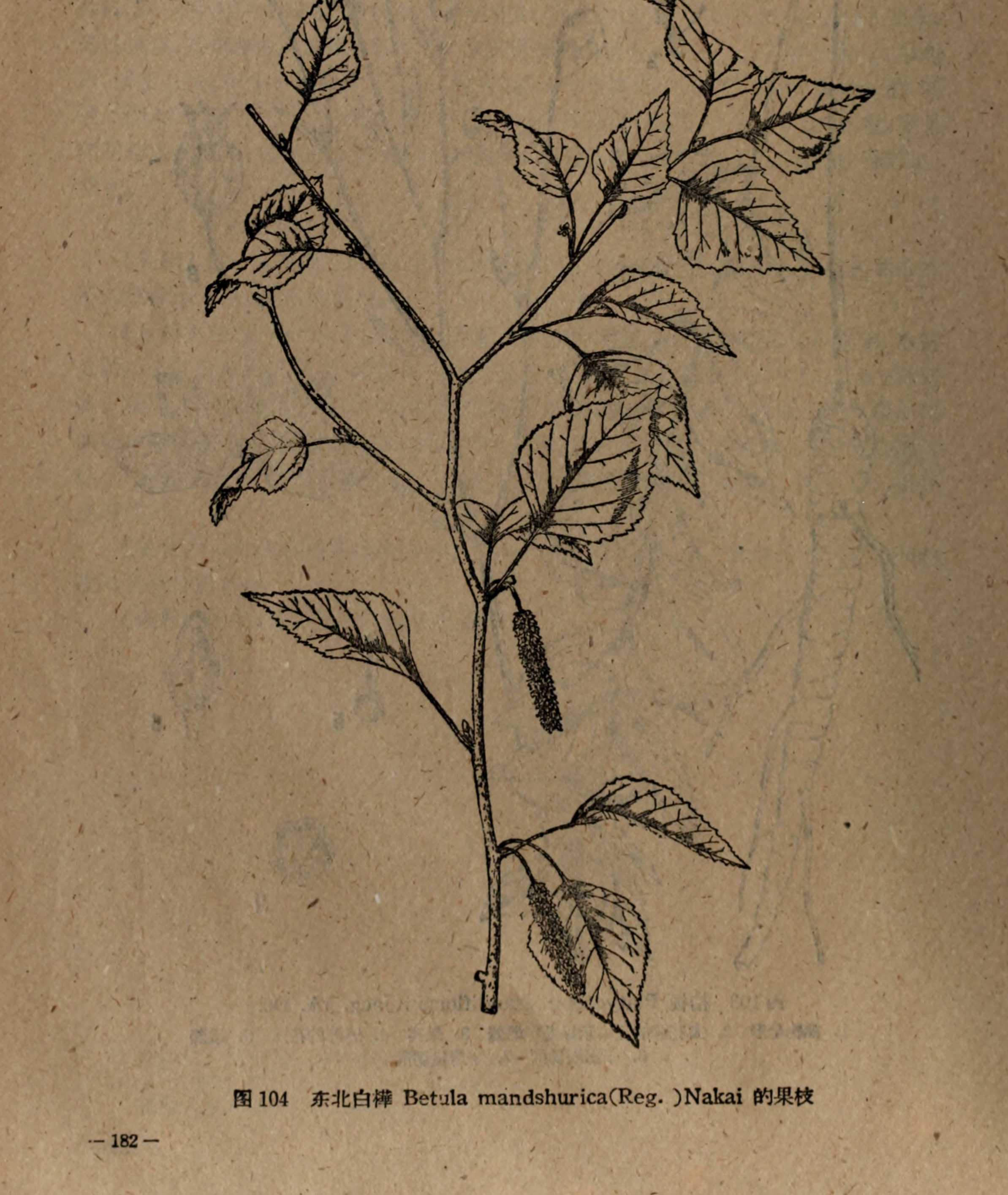
Ботаническая иллюстрация

Betula pendula subsp. mandshurica — подвид древесных растений вида Берёза повислая (Betula pendula) из рода Берёза (Betula) семейства Берёзовые (Betulaceae). Возможное русскоязычное название Береза повислая подвид маньчжурская.

## Ботаническое описание
Дерево до 15 м высотой с белой корой. Молодые побеги красно-бурого цвета, голые. 
Листья дельтовидные с широко-клиновидным основанием, расположены очерёдно, цельные, крупно-зубчатые по краю, с длинно-заострённой вершиной, моносимметричные, сверху тёмно-зелёные, снизу светлее. Сидят на черешках 1,5—2 см длиной. Молодые листья клейкие. Жилкование листовой пластинки совершенное перисто-нервное (перисто-краебежное): боковые жилки оканчиваются в зубцах.
Женские серёжки широко-цилиндрические 3—4,5 см длиной и около 1 см шириной.Цветет вслед за распусканием листьев, плоды созревают в сентябре.

## Распространение и экология
Природный ареал раскинулся от Центральной Сибири до Японии и от Аляски до Канады.
Первоначальные описания указывали на Дальний Восток России, Маньчжурию.
Произрастает в лесах и на опушках. На Дальнем Востоке распространена в Приморском и Хабаровском крае, в Амурской области. 
По данным Любови Васильевой и Леонида Любарского древесина поражается трутовиком окаймлённым (Fomitopsis pinicola).

## Химический состав
В коре деревьев содержится тритерпеноид бетулин, один из немногих белых органических пигментов, в концентрации до 27%.
|                                                                      |  |  |  |
| Общий вид взрослого дерева, ствол и ветви, основание ствола, серёжка |  |  |  |

## Значение и применение
Ценный пыльценос. Пыльца светло-желтая, мелкая. Пыльцепродуктивность одной сережки 6,2—10,1 мг. 
Запасы древесины ограничены. Употребляется для производства фанеры, в различный отраслях лесообрабатывающей промышленности, идёт на изготовления мебели, телег, саней, сапожных колодок и гвоздей, ружейных лож, лыж, шахмат, костяшек, для счет, деревянных ложек. Дрова считаются хорошим топливом. Идёт на приготовление древесного угля, на получение дёгтя и различных продуктов химической переработки. Из коры — бересты делают различные туеса, коробки. Берёзовые танниды ценны для дубления кож. Весной при подсочке даёт сладкий сок. Может использована для озеленительных работ.
В листьях собранных в июне обнаружено 80 мг/кг каротина. Тонкие ветки, почки и листья удовлетворительно поедаются пятнистым оленем (Cervus nippon); подрост не устойчив к выпасу.
По сообщениям Л. Г. Капланова листья в Сихотэ-Алинском заповеднике летом поедаются европейским лосём (Alces alces). 

## Классификация

### Таксономия[13]
Betula pendula subsp. mandshurica  (Regel) Ashburner & McAll., 2013, Gen. Betula : 291
Подвид Берёза повислая подвид маньчжурская относится к виду Берёза повислая (Betula pendula) рода Берёза (Betula) семейства Берёзовые (Betulaceae) порядка Букоцветные (Fagales). Кладограмма в соответствии с Системой APG IV по состоянию на июнь 2023 года:
|  |                                      |  |                                   |                                   |                     |  | ещё 6 семейств | ещё 6 семейств |                     |  |  |  | еще 88 подтвержденных видов и 81 таксон, ожидающих подтверждения | еще 88 подтвержденных видов и 81 таксон, ожидающих подтверждения |  |  |
|  |                                      |  |                                   |                                   |                     |  | ещё 6 семейств | ещё 6 семейств |                     |  |  |  | еще 88 подтвержденных видов и 81 таксон, ожидающих подтверждения | еще 88 подтвержденных видов и 81 таксон, ожидающих подтверждения |  |  |
|  |                                      |  |                                   | порядок Букоцветные               |                     |  |                |                | род Берёза          |  |  |  |                                                                  | Берёза повислая подвид маньчжурская                              |  |  |
|  |                                      |  |                                   | порядок Букоцветные               |                     |  |                |                | род Берёза          |  |  |  |                                                                  | Берёза повислая подвид маньчжурская                              |  |  |
|  | отдел Цветковые, или Покрытосеменные |  |                                   |                                   | семейство Берёзовые |  |                |                | вид Берёза повислая |  |  |  |                                                                  |                                                                  |  |  |
|  | отдел Цветковые, или Покрытосеменные |  |                                   |                                   |                     |  |                |                |                     |  |  |  |                                                                  |                                                                  |  |  |
|  |                                      |  | ещё 63 порядка цветковых растений | ещё 63 порядка цветковых растений |                     |  |                | ещё 5 родов    | ещё 5 родов         |  |  |  | еще 4 внутривидовых таксона                                      |                                                                  |  |  |
|  |                                      |  |                                   | ещё 63 порядка цветковых растений |                     |  |                |                | ещё 5 родов         |  |  |  |                                                                  |                                                                  |  |  |

### Синонимы
- Betula ajanensis  Komarov
- Betula alaskana  Sarg.
- Betula alba subsp. mandshurica  Regel
- Betula alba subsp. tauschii  Regel
- Betula alba var. camtschatica  Regel
- Betula alba var. humilis  Regel
- Betula alba var. kamtschatica  Regel
- Betula alba var. resinifera  Regel
- Betula alba var. tauschii  Regel
- Betula austrosichotensis  V.N.Vassil. &  V.I.Baranov
- Betula cajanderi  Sukaczev
- Betula cajanderi subsp. minutifolia  Kozhevn.
- Betula demetrii  I.V.Vassil.
- Betula grandifolia  Litv.
- Betula japonica var. camtschatica  (Regel)  H.J.P.Winkl.
- Betula japonica var. resinifera  H.J.P.Winkl.
- Betula japonica var. tauschii  (Regel)  H.J.P.Winkl.
- Betula kamtschatica  (Regel)  C.-A.Jansson
- Betula latifolia var. cuneifolia  Nakai
- Betula latifolia var. kamtschatica  (Regel)  Makino &  Nemoto
- Betula mandshurica  Nakai
- Betula mandshurica var. kamtschatica  (Regel)  Rehder
- Betula neoalaskana  Sarg.  — Берёза новоаляскская
- Betula papyrifera subsp. humilis  (Regel)  A.E.Murray
- Betula papyrifera subsp. humilis  (Regel)  Hultén
- Betula papyrifera subsp. neoalaskana  (Sarg.)  A.E.Murray
- Betula papyrifera var. humilis  (Regel ex  DC.)  Fernald &  Raup
- Betula papyrifera var. neoalaskana  Raup
- Betula pendula subsp. kamtschatica  (Regel)  Shemberg
- Betula pendula var. tauschii  (Regel)  Rehder
- Betula platyphylla  Sukaczev  — Берёза плосколистная
- Betula platyphylla subsp. kamtschatica  (Regel)  Vorosch.
- Betula platyphylla subsp. minutifolia  (Kozhevn.)  Kozhevn.
- Betula platyphylla subsp. platyphylla  –
- Betula platyphylla var. brunnea  J.X.Huang
- Betula platyphylla var. japonica  (Miq.)  Hara
- Betula platyphylla var. kamtschatica  (Regel)  H.Hara
- Betula platyphylla var. kamtschatica  (Regel)  Hara
- Betula platyphylla var. phellodendroides  S.L.Tung
- Betula platyphylla var. tauschii  (Regel)  Tatew.
- Betula resinifera  Britton
- Betula tauschii  Koidz.
- Betula tauschii var. kamtschatica  (Regel)  Koidz.
- Betula verrucosa var. platyphylla  (Sukaczev)  Lindq.